# تاکه‌مورا یوئمون
تاکه‌مورا یوئمون (به ژاپنی: 竹村与右衛門 Takemura Yoemon)؛ در دوره ادو (قرن هفدهم) ژاپن یک شمشیرزن بود. او همچنین احتمالاً یکی از پسرخوانده‌های میاموتو موساشی بود.